# 阿閉間人人足
阿閉間人 人足（あえ の はしひと の ひとたり、生没年不詳）は、奈良時代の官人。姓は臣。官位は外従五位下・春宮大進。

## 出自
阿倍間人氏（阿倍間人臣）は大稲輿命の子である彦屋主田心命の後裔とされ、伊賀氏（伊賀臣）と同族の皇別氏族。伊賀国阿拝郡を本拠地とし一部は中央官人化した阿閉氏（阿閉臣）も彦背立大稲輿命の後としており、ともに同族関係にある。

## 経歴
桓武朝の延暦4年（785年）6月に皇后宮に瑞鳥の赤雀が現れたのを賀して、佐伯今毛人・笠名麻呂・藤原真作・安倍広津麻呂ら皇后宮の諸官人が昇叙された際、少属の林浦海とともに大属の人足も正六位上から外従五位下に叙せられている。同年8月に皇后宮少進に、延暦7年（788年）皇后宮大進に昇格した。延暦9年（790年）皇后・藤原乙牟漏が崩御すると、翌延暦10年（791年）春宮・安殿親王の春宮大進に任ぜられている。

## 官歴
『続日本紀』による。
- 時期不詳：正六位上。皇后宮大属（皇后・藤原乙牟漏）
- 延暦4年（785年）6月18日：外従五位下。8月14日：皇后宮少進
- 延暦7年（788年）2月28日：皇后宮大進
- 延暦10年（791年）正月28日：春宮大進（春宮・安殿親王）